# Etna (flod)
Etna er en elv i Etnedal og Nordre Land kommuner i Innlandet fylke i Norge. Den er afløb fra søen Steinsetfjorden (796 m. o. h.) i den nordlige del af Etnedal, og løber i sydøstlig retning indtil den når Bruflat og drejer mod øst. Efter nogle fald er den ude i den flade dalbund i Nordre Lands vestlige del og flyder relativt stille til den når Randsfjorden.
Ved udløbet i Randsfjorden danner den et delta som er beskyttet som naturreservat.
Elven passerer to markante broer på vejen, Lunde bro og Høljarast bro. Den første er nordeuropas længste stenhvælvsbro og ved den sidste er det rejst et krigsmindesmærke for kampe under anden verdenskrig. Det er også flere andre mindesmærker langs elven.
Ved Møllerstufossen er der helleristninger.
Etna er beskyttet i henhold til Verneplan IV for vassdrag.